# Olivier Perrin
Pour les articles homonymes, voir Perrin et Olivier Perrin.
Olivier Perrin ou Olivier-Stanislas Perrin, né le 2 septembre 1761 à Rostrenen et mort le 4 décembre 1832 à Quimper, est un peintre français.

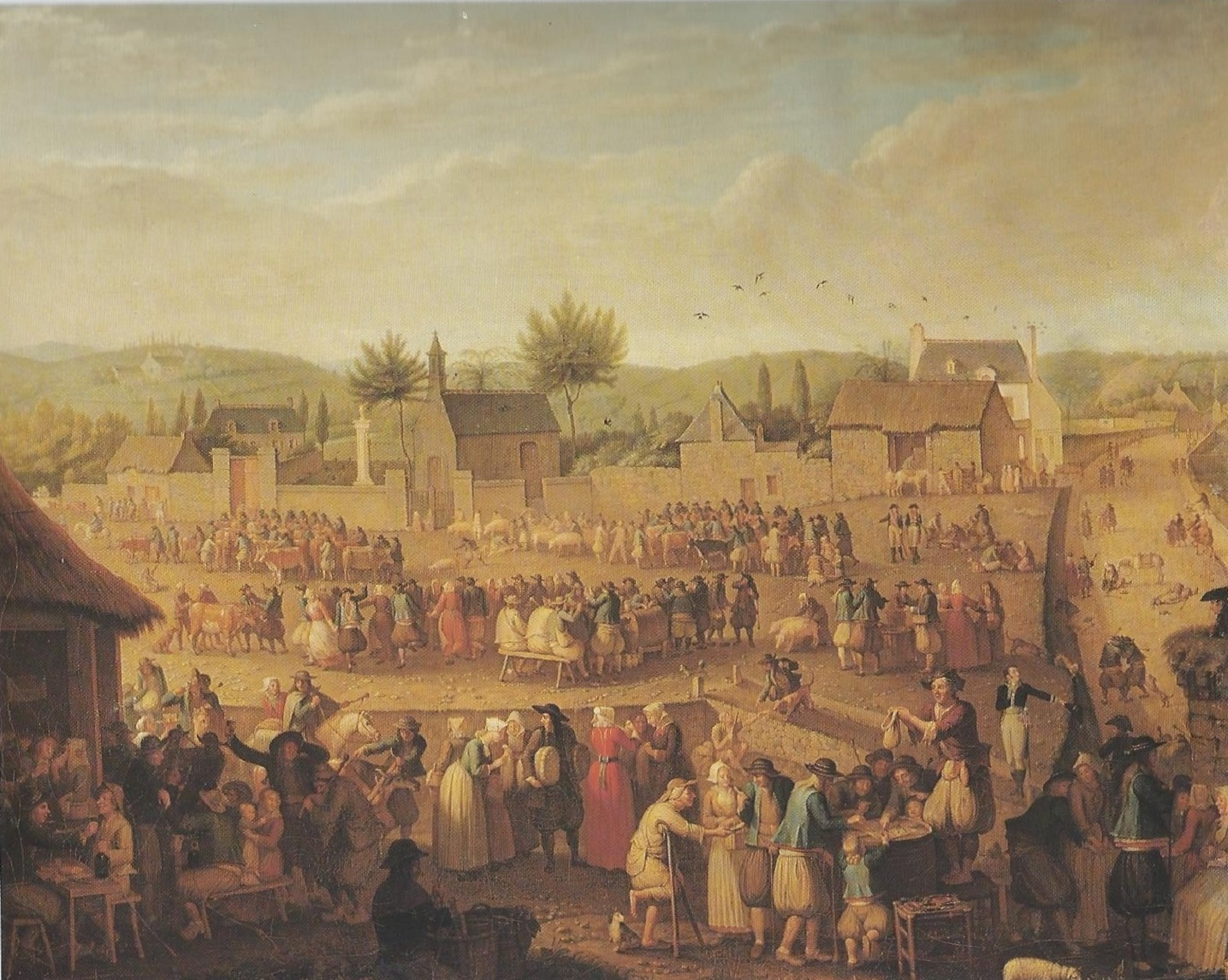
Le Champ de foire de Quimper (1821), musée des beaux-arts de Quimper.

## Biographie
Olivier Perrin, né à Rostrenen, est le quatrième fils de François-Joseph, procureur et notaire, et de Christine Bigeon. Il fut l'ami de l'académicien Alexandre Duval. Très jeune, il apparaît doué pour le dessin. Après des études artistiques à Rennes, il séjourne à Paris où il est l'élève de Gabriel-François Doyen à l'Académie royale de peinture et de sculpture. En septembre 1792, avec Duval, il est volontaire pour intégrer la compagnie des Arts de Paris.
Revenu en Bretagne, il s'installe d'abord à Landerneau où il occupe un poste de dessinateur des Ponts-et-Chaussées. En 1796 il déménage à Quimper avant d'enseigner le dessin au collège de la ville à partir de 1805, succédant ainsi à son beau-frère, le peintre François Valentin. Il réalise plusieurs tableaux pour des églises bretonnes. Olivier Perrin est réputé pour sa Galerie Bretonne, série de dessins, éditée en gravures qui décrit la vie du paysan breton du berceau à la mort.

Dessins d'Olivier Perrin
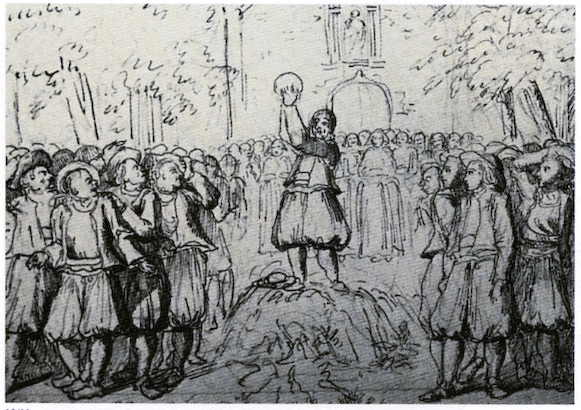
Le jeu de soule en Bretagne au début du XIXe siècle.
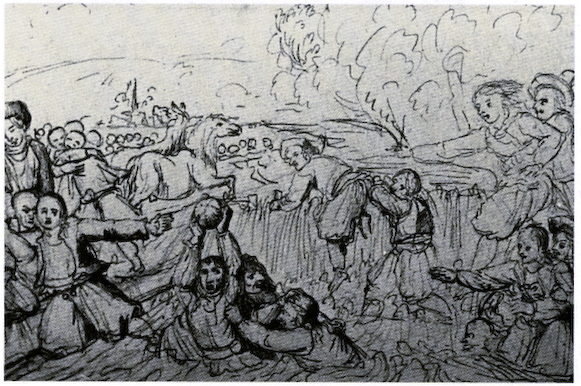
Le jeu de soule en Bretagne au début du XIXe siècle.

## Collections publiques

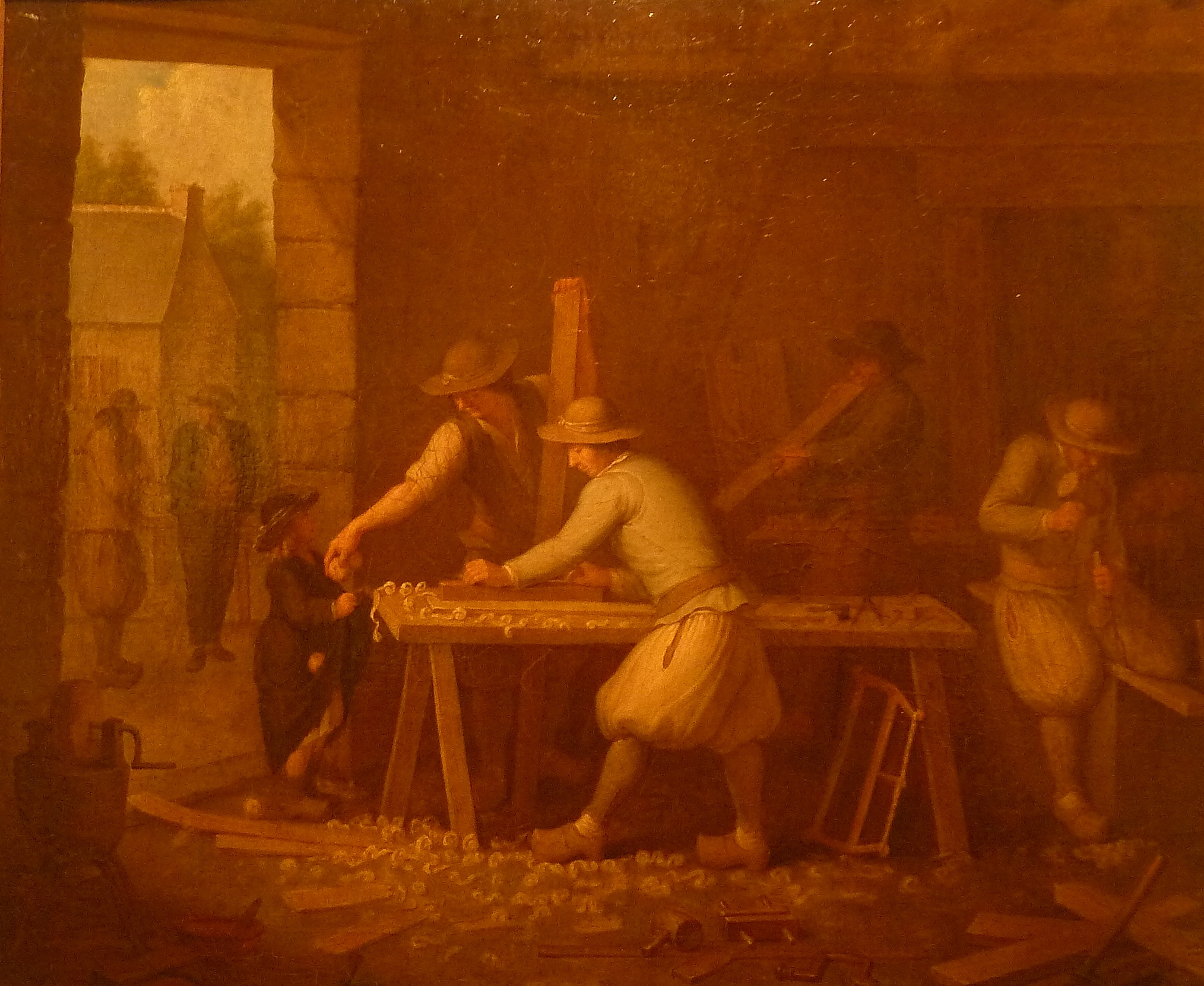
Olivier Perrin : L'atelier du menuisier (Musée d'art et d'histoire de Saint-Brieuc)

- Collection de portraits de Messieurs les députés à l’Assemblée générale de 1789, Paris, BNF
- Assomption de la Vierge, Rostrenen, Notre-Dame du Roncier
- Descente de croix, Kerfeunteun, chapelle de Ti Mamm Doué
- Le Champ de foire de Quimper, musée des beaux-arts de Quimper
- Le Barbier de village ; L'Atelier du menuisier ; Danse de noces ; Départ d'une cavalcade de noces, Musée d'art et d'histoire de Saint-Brieuc

## Publications
- Galerie des mœurs, usages et costumes des Bretons de l'Armorique (1808), complété par l'édition de 1835 à 1839 de Galerie bretonne, ou Mœurs, usages et coutumes des Bretons de l'Armorique. Autre titre La Galerie armoricaine, ou Vie des Bretons de l'Armorique.
- Galerie chronologique et pittoresque de l'Histoire ancienne, 8 000 vignettes et une suite du même jusqu'à Charlemagne, publié par son fils de 1836 à 1848.
- Alexandre Bouët, Olivier Perrin, présentation de Bernard Géniés, Breizh Izel ou la vie des Bretons de l'Armorique, Éditions Seghers, Paris, 1986. Première édition posthume reprise et prolongée de celle de 1808 en 1835-1836 (349 pages).

## Galerie

Gravures d'après des dessins d'Olivier Perrin
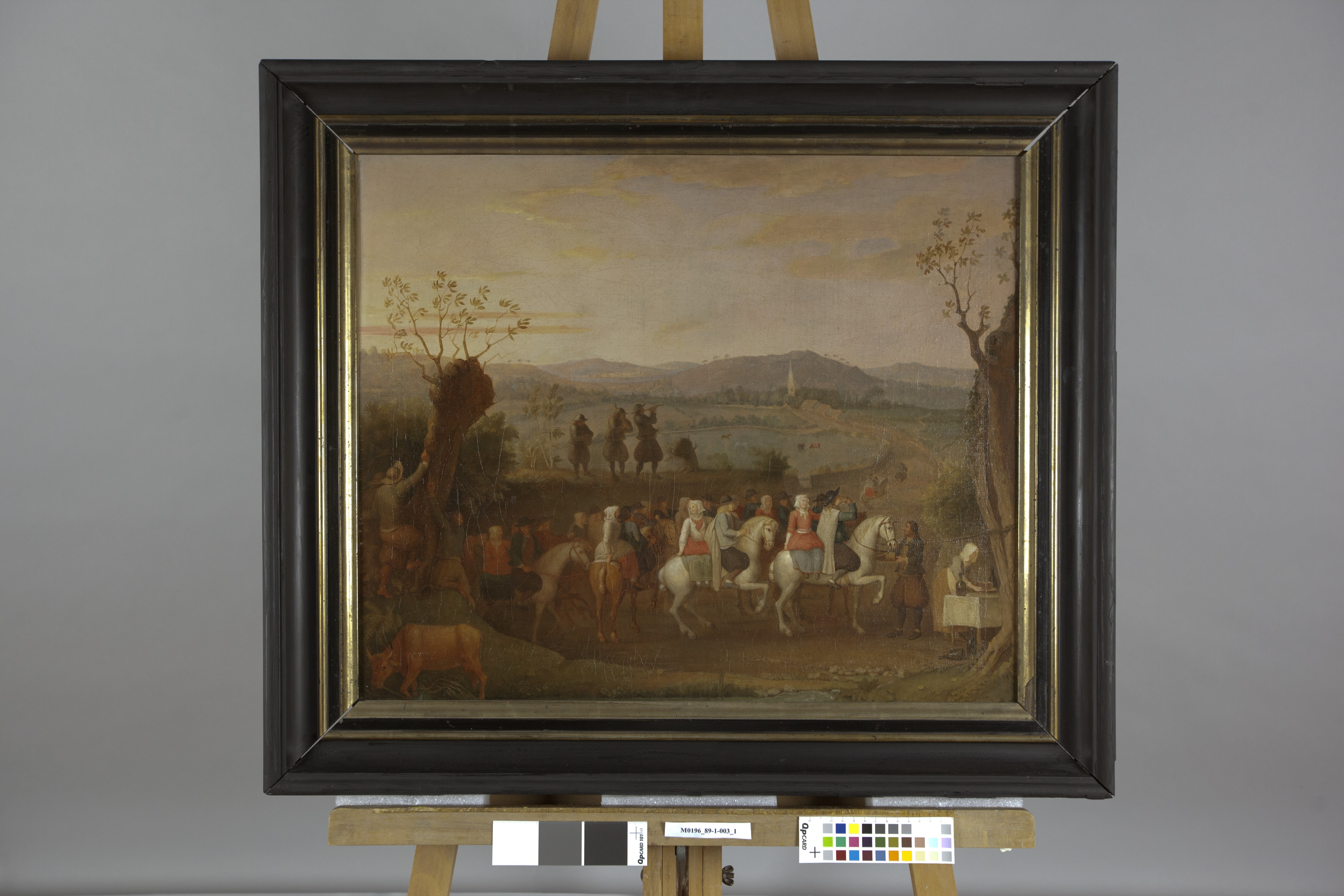
Départ d'une cavalcade de noce - Olivier Perrin - musée d'art et d'histoire de Saint-Brieuc, DOC 89.1.2
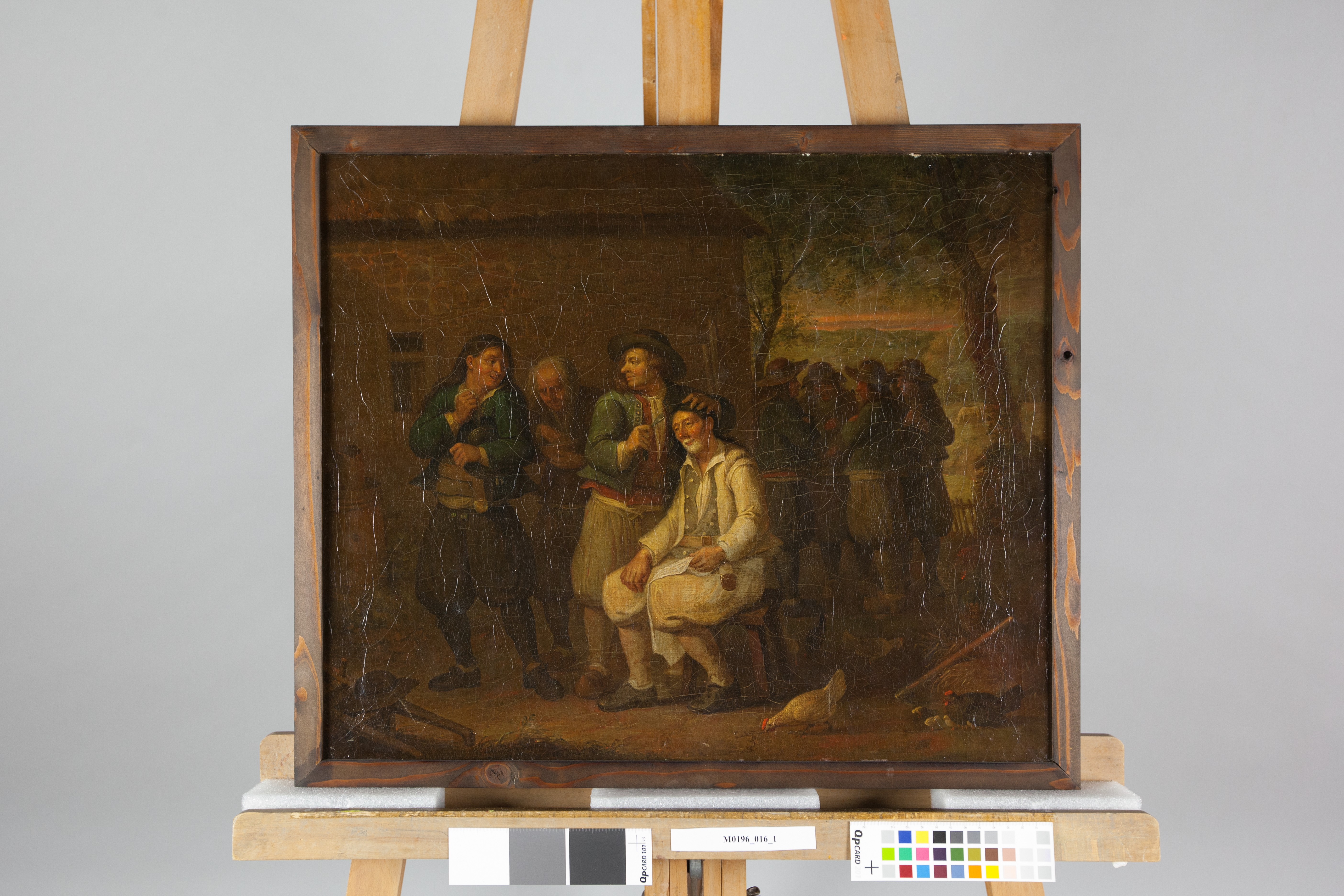
Le barbier de village - Olivier Perrin - musée d'art et d'histoire de Saint-Brieuc
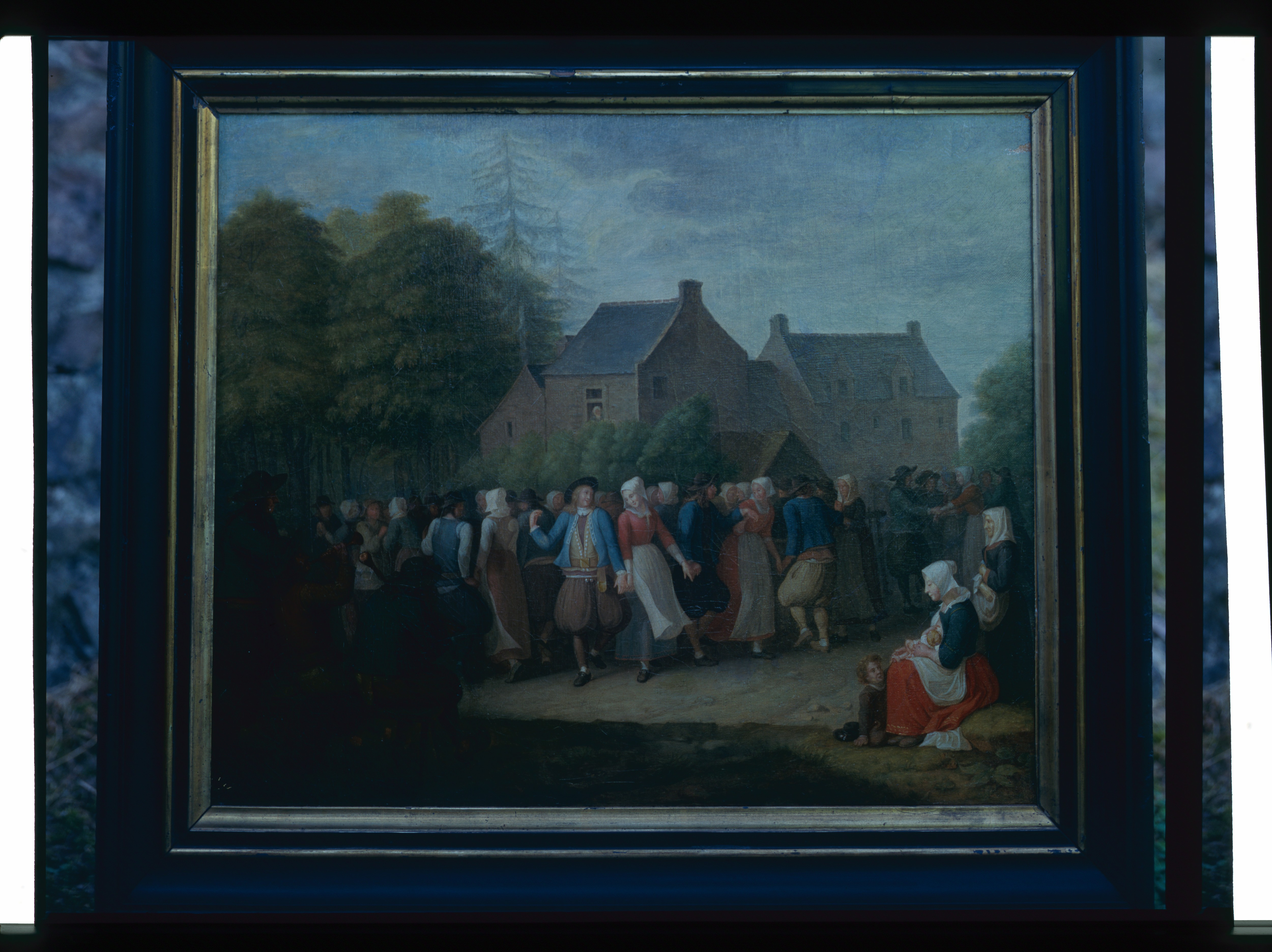
Danse de noce - Olivier Perrin - musée d'art et d'histoire de Saint-Brieuc, DOC 89.1.3
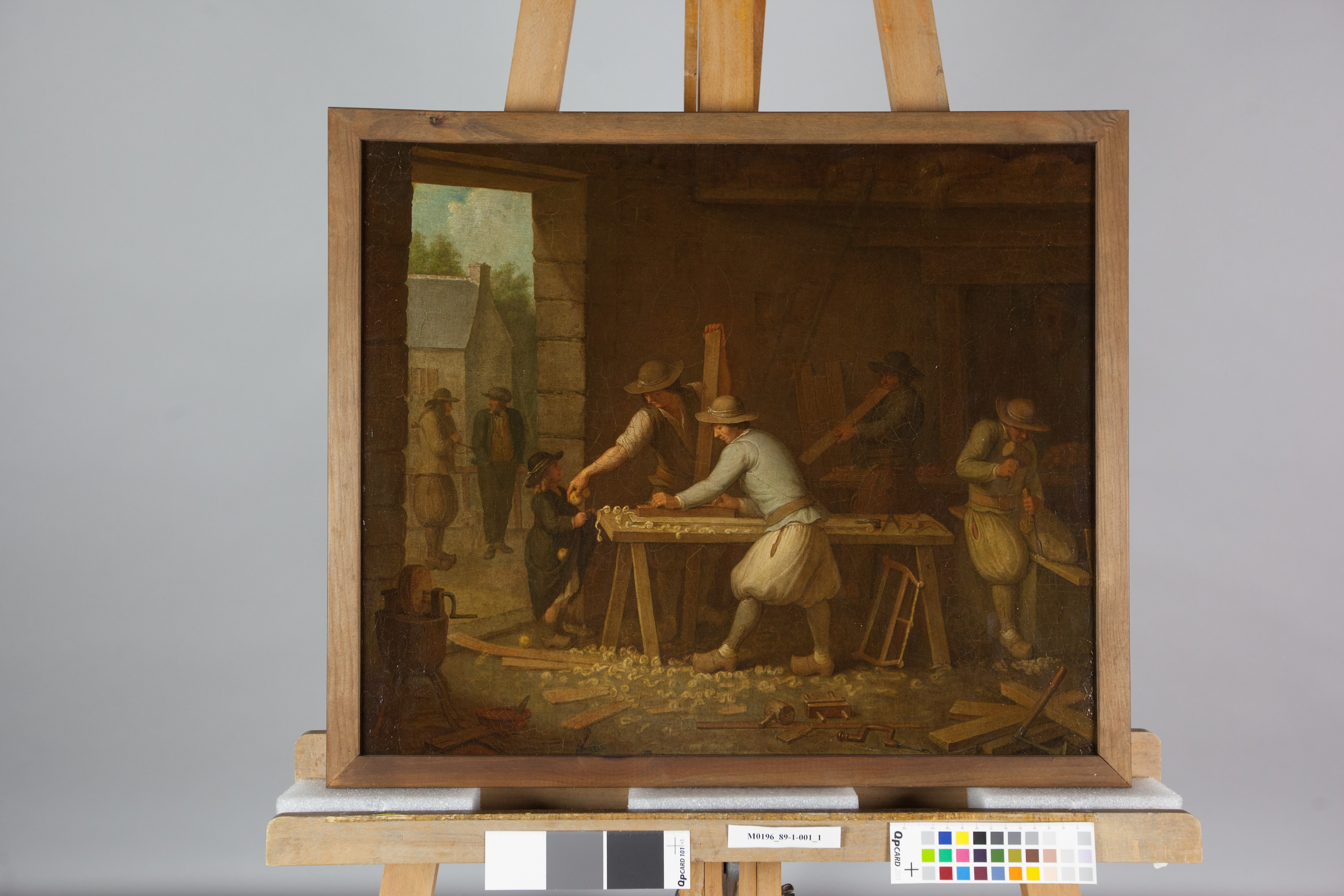
L'atelier de menuisier - Olivier Perrin - musée d'art et d'histoire de Saint-Brieuc, DOC 89.1.1
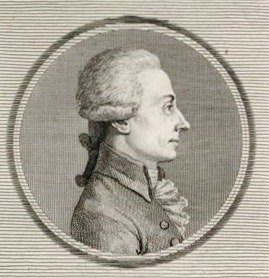
Portrait de Jean-Baptiste Gabriel Delauney, château de Versailles.
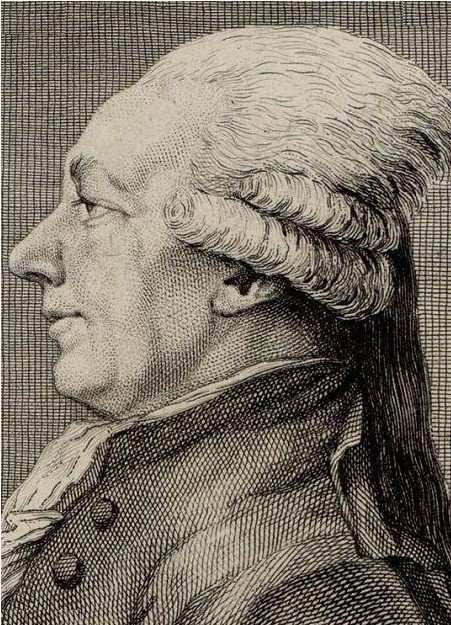
Portrait de Jean-Baptiste Poncet-Delpech, détail, Bibliothèque nationale de France, Paris.
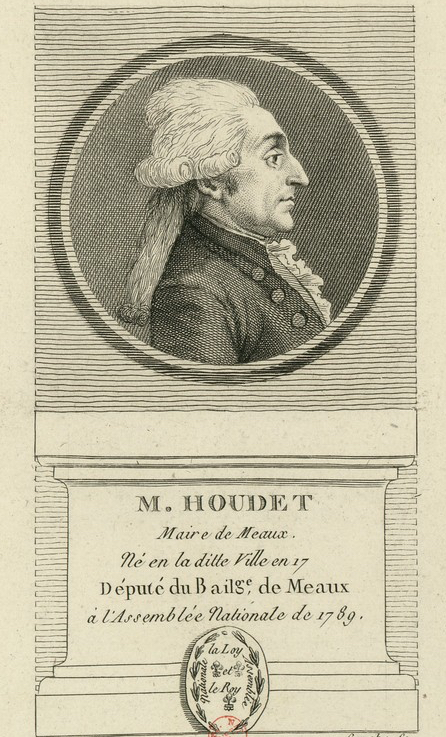
Portrait de Guillaume-Benoît Houdet, château de Versailles.
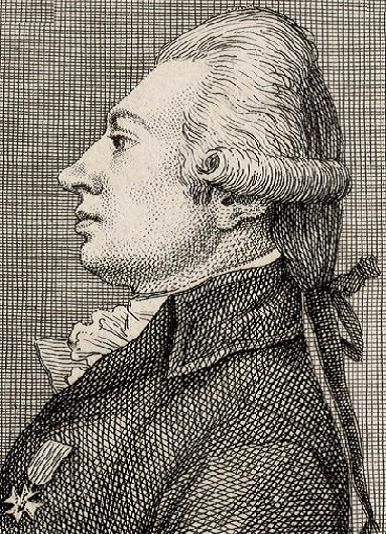
Portrait de Jacques de Clermont-Mont-Saint-Jean, détail, (1789-1791), château de Versailles.
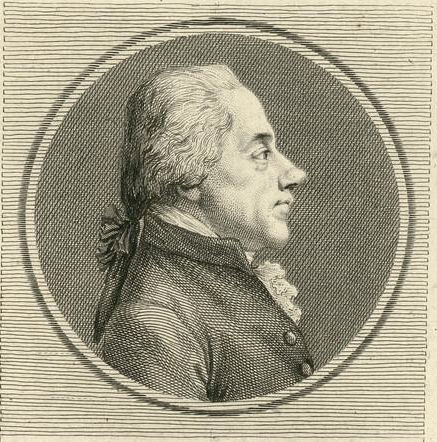
Portrait de Charles-François-Marie-Joseph de Dortans (1789-1791), Bibliothèque nationale de France, Paris.

## Sources
- L. Ollivier, « Le peintre Perrin », dans Société d'émulation des Côtes-du-Nord, 1889, p. 141-160.